# Microtendipes zhamensis
Microtendipes zhamensis är en tvåvingeart som beskrevs av Qi 2006. Microtendipes zhamensis ingår i släktet Microtendipes och familjen fjädermyggor. Inga underarter finns listade i Catalogue of Life.